# Harahvaiti Fossa
L'Harahvaiti Fossa è una struttura geologica della superficie di Rea.